# Dontostemon senilis
Dontostemon senilis är en korsblommig växtart som beskrevs av Carl Maximowicz. Dontostemon senilis ingår i släktet Dontostemon och familjen korsblommiga växter.

## Underarter
Arten delas in i följande underarter:
- D. s. gubanovii
- D. s. senilis